# Jack Belrose
John Skelton Belrose, detto Jack (Warner, 24 novembre 1926 – Ottawa, 19 settembre 2024), è stato un ingegnere e ricercatore canadese specializzato nello studio della comunicazione via onde radio.

## Biografia
Nato a Warner, un piccolo paese dell'Alberta, si laureò in elettrotecnica presso la University of British Columbia di Vancouver.
Nel 1951 iniziò a collaborare con il Communications Research Centre Canada (noto fino al 1969 con il nome di Defence research Teleocmmunications Establishment), dove poi continuò a contribuire come Ricercatore Emerito.
Nel 1958 ottenne il PhD in Radio Physics all'Università di Cambridge, nel Regno Unito.
Nel 1995 contestò, basandosi sia su tentativi di ripetizione che su considerazioni teoriche, la riuscita dell'esperimento del ponte radio sopra l'Oceano Atlantico, eseguito da Guglielmo Marconi nel 1901.